# Lepturobosca virens
Lepturobosca virens là một loài bọ cánh cứng trong họ Cerambycidae.

## Hình ảnh

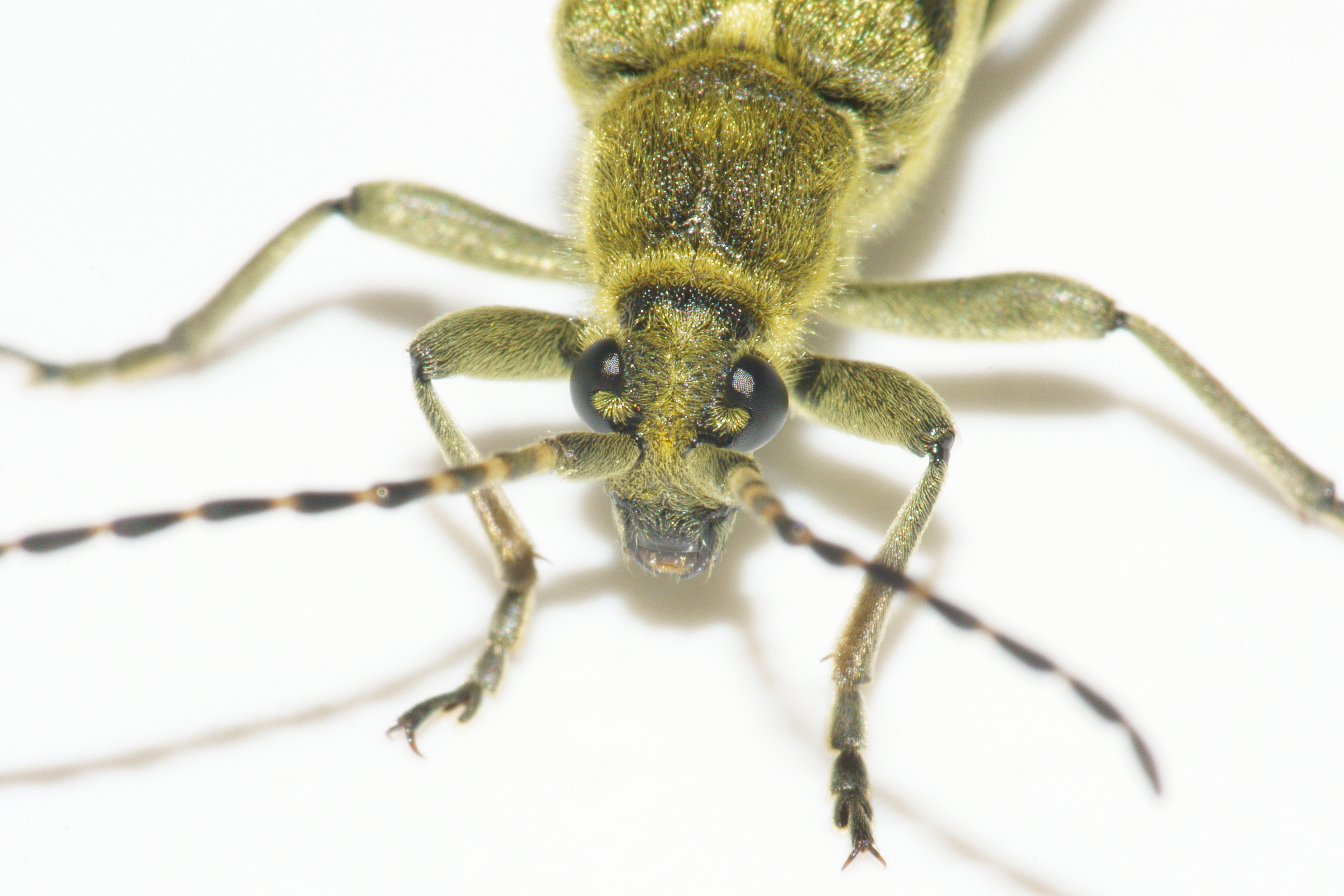
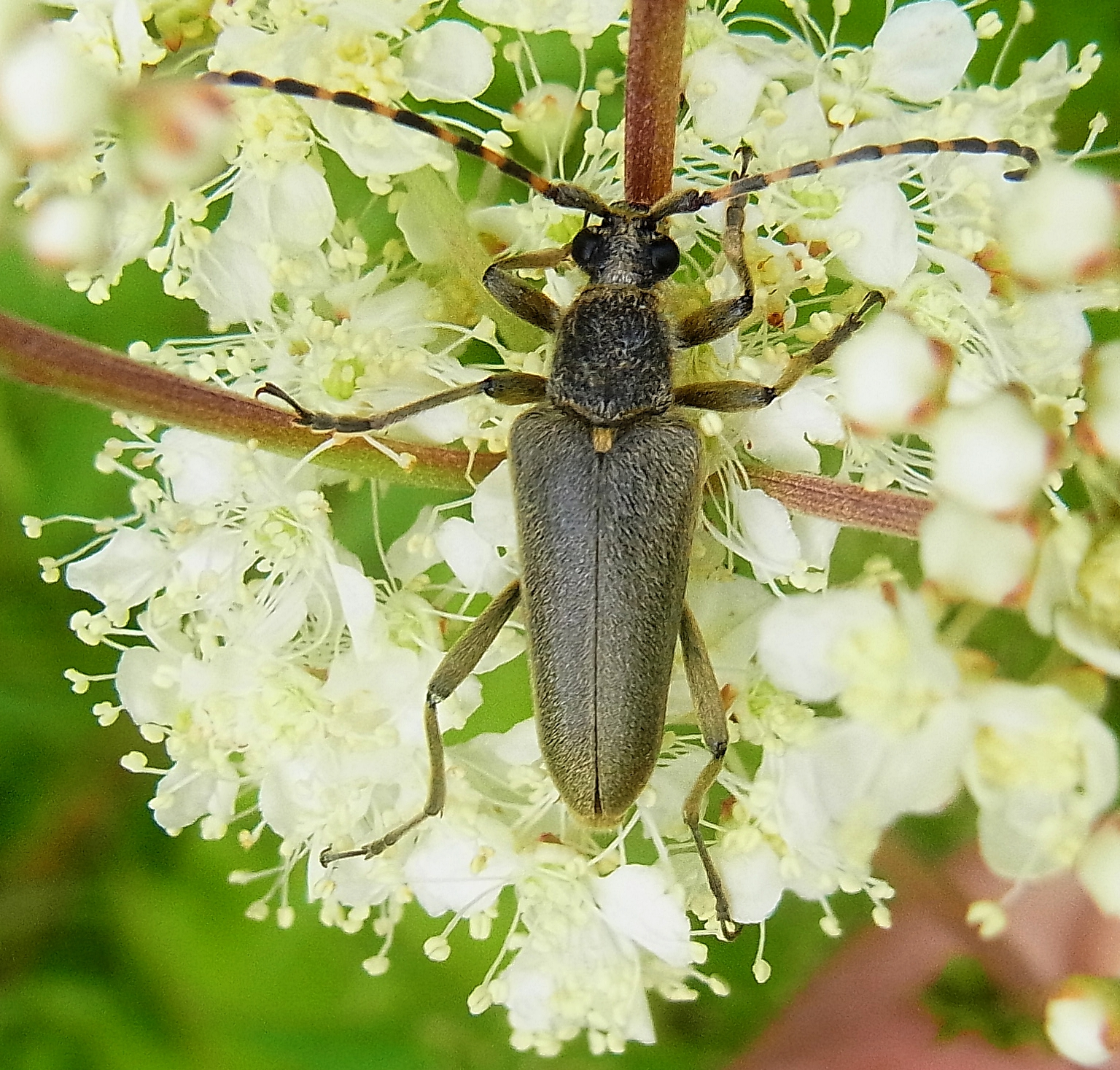
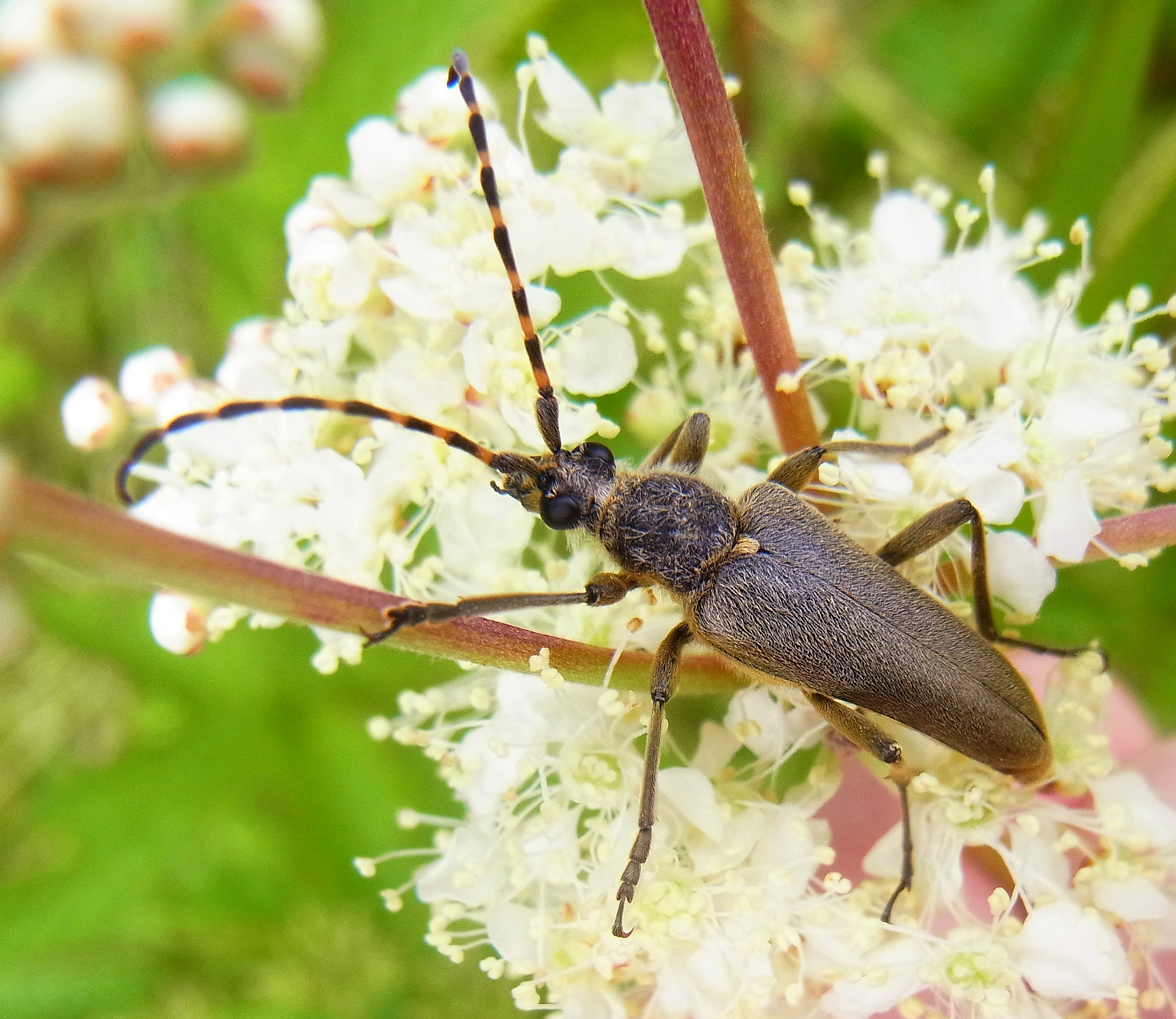